# Quartier Bourse - Esplanade - Krutenau
 (mai 2025).
Motif : Découpage éphémère (2013 à ?), les seules sources centrées sur ce quartier étant le site internet de la mairie, qui ne le référence plus comme un quartier, ce sont des liens morts. https://www.strasbourg.eu/quartiers
- Archive Wikiwix
- Bing
- Cairn
- DuckDuckGo
- E. Universalis
- Gallica
- Google
- G. Books
- G. News
- G. Scholar
- Persée
- Qwant
- (zh) Baidu
- (ru) Yandex
- (wd) trouver des œuvres sur Wikidata

| 1. | Préciser le motif de la pose du bandeau. | Précisez le motif de la pose du bandeau en utilisant la syntaxe suivante : {{admissibilité à vérifier\|date=août 2025\|motif=remplacez ce texte par le motif}}                                              |
| 2. | Informer les utilisateurs concernés.     | Pensez à avertir le créateur de l'article, par exemple, en insérant le code ci-dessous sur sa page de discussion : {{subst:avertissement admissibilité à vérifier\|Quartier Bourse - Esplanade - Krutenau}} |

Le quartier Bourse - Esplanade - Krutenau est l'un des 15 quartiers administratifs de la ville de Strasbourg. Il a été instauré en 2013 à la suite du nouveau découpage administratif des quartiers strasbourgeois.
La mairie de quartier se trouvait, jusqu'en Septembre 2018, Cour de Cambridge à l'Esplanade. Aujourd'hui les locaux sont devenus « Maison de proximité de l'Esplanade ».

## Localisation
Cette entité se trouve au centre de l'agglomération, juste au sud de la Grande Île.
Il se compose de plusieurs quartiers historiques assez différents : le quartier de la Bourse, celui de la Krutenau et celui de l'Esplanade.
Ses limites sont les suivantes : l'Hôpital Civil à l'est, l'Ill, le boulevard de la Victoire, la rue Vauban et celle du Grand Pont au nord, le canal du Rhône au Rhin au sud et à l'ouest.

## Démographie
Avec 174 ha, le quartier représente 2,2 % du territoire communal. Au recensement de 1999, il comptait 23 614 habitants, soit environ 9 % de la population municipale.

## Histoire
Le quartier Bourse - Esplanade - Krutenau est assez disparate en termes d'ancienneté puisque l'édification de la Krutenau, liée au centre historique de Strasbourg, a débuté dès le Moyen Âge, tandis qu'une partie du quartier de la Bourse date du début du XXe siècle à la suite de l'aménagement de la Grande-Percée. Au sud de la Krutenau se trouve le quartier suisse, du nom de ses rues (Lausanne, Berne, etc.), qui est une partie de la Neustadt, quartier aménagé par les Allemands après l'annexion de Strasbourg (et de la quasi-totalité de l'Alsace, d'une partie des Vosges, de la Meurthe et de la Moselle) en 1871. Le quartier de l'Esplanade a été aménagé dans les années 1960.